# Шекхават, Бхайрон Сингх
Бхайрон Сингх Шекхават (хинди भैरो सिंह शेखावत; 23 октября 1923, д. Кхачариавас, Сикар, Британская Индия — 15 мая 2010, Джайпур, Индия) — индийский государственный и политический деятель, председатель Совета штатов (вице-президент) Индии (2002—2007).

## Биография
Получил незаконченное высшее сельскохозяйственное образование.
В 1952—1972 гг. — депутат законодательной ассамблеи Раджастхана.
В 1974—1977 гг. — член Совета штатов Индии.
В 1977—1980 гг. — главный министр Раджастхана. На этом посту он провёл целый ряд преобразований, направленных на борьбу с нищетой, развитие сельского хозяйства и инфраструктуры, модернизацию системы образования, улучшение положения женщин, представителей низших каст, религиозных меньшинств.
В 1980—1990 гг. — лидер оппозиции в законодательной ассамблее Раджастхана.
В 1990—1992 гг. и в 1993—1998 гг. — вновь главный министр Раджастхана.
В 1998—2002 гг. — лидер оппозиции в законодательной ассамблее Раджастхана.
В 2002—2007 гг. — вице-президент Индии, председатель Раджья сабхи (Совета штатов).